# Stachyridopsis ruficeps
El timalí coronirrojo (Stachyridopsis ruficeps) es una especie de ave paseriforme de la familia Timaliidae propia del este de Asia. 

## Descripción

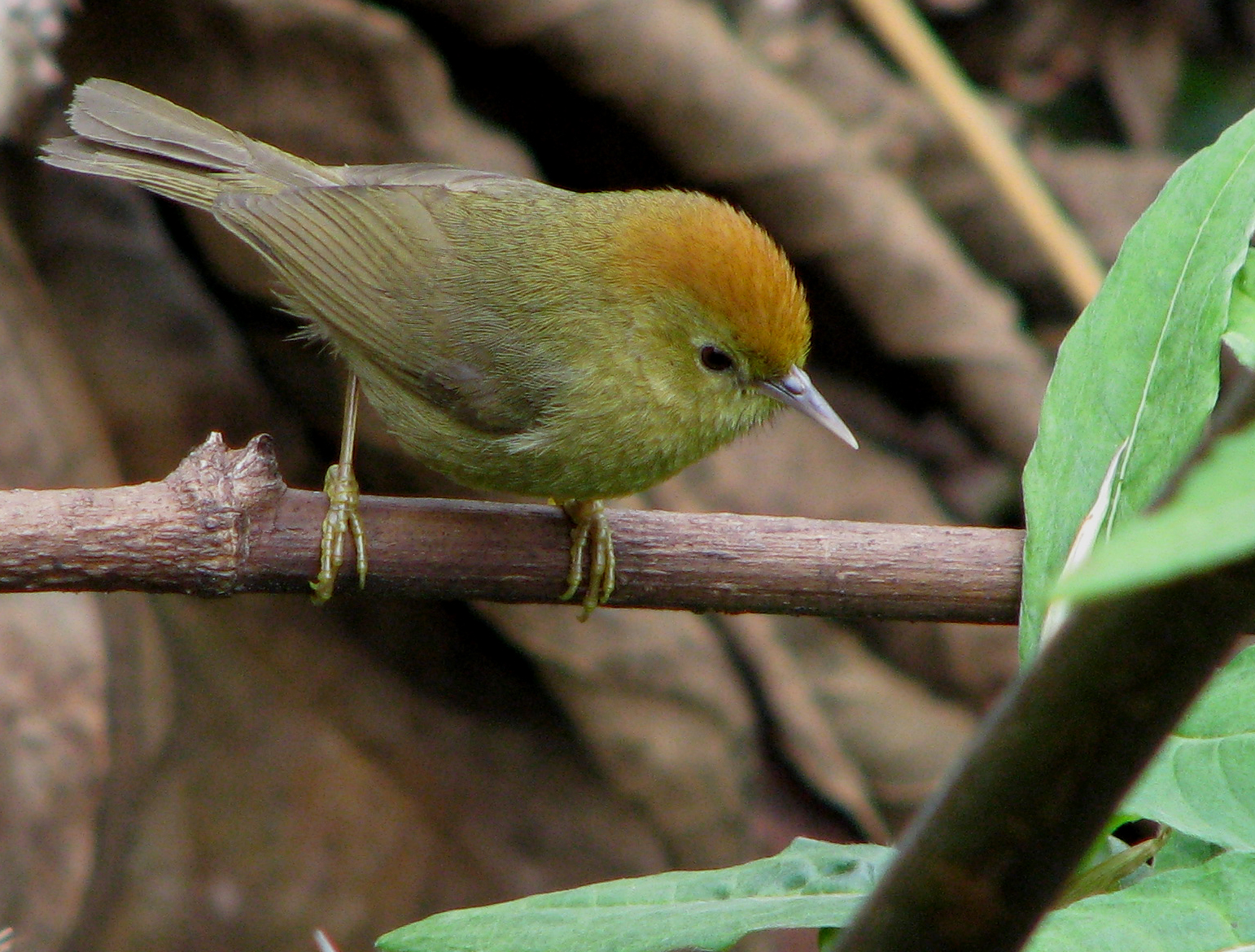
Ejemplar en el Himalaya.

El timalí coronirrojo mide alrededor de 12 cm de largo. Sus partes superiores son pardo oliváceas, salvo su píleo y nuca que son de color rojo anaranjado, y sus partes inferiores son más claras, siendo su garganta y pecho amarillentos. 

## Distribución y hábitat
Se extiende desde el Himalaya oriental, hasta el este de China y Taiwán por el este, e Indochina por el sur. Su hábitat natural son los bosques húmedos subtropicales y templados.